# Wizardry VI: Bane of the Cosmic Forge
Wizardry VI: Bane of the Cosmic Forge est un jeu vidéo de type dungeon crawler développé et publié par Sir-Tech en 1990 sur Amiga et DOS puis en 1995 sur SNES. Le jeu est le sixième opus de la série Wizardry et le premier de la trilogie du Dark Savant qui inclut également Wizardry VII: Crusaders of the Dark Savant et Wizardry 8.

## Accueil
| Wizardry VI     |      |       |
| Média           | Nat. | Notes |
| Dragon Magazine | US   | 4/5   |

À sa sortie, le jeu est plutôt bien reçu par la presse spécialisée,.